# Dalaba (Präfektur)

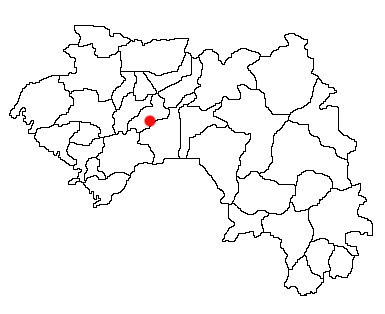
Lage von Stadt und Präfektur Dalaba in Guinea

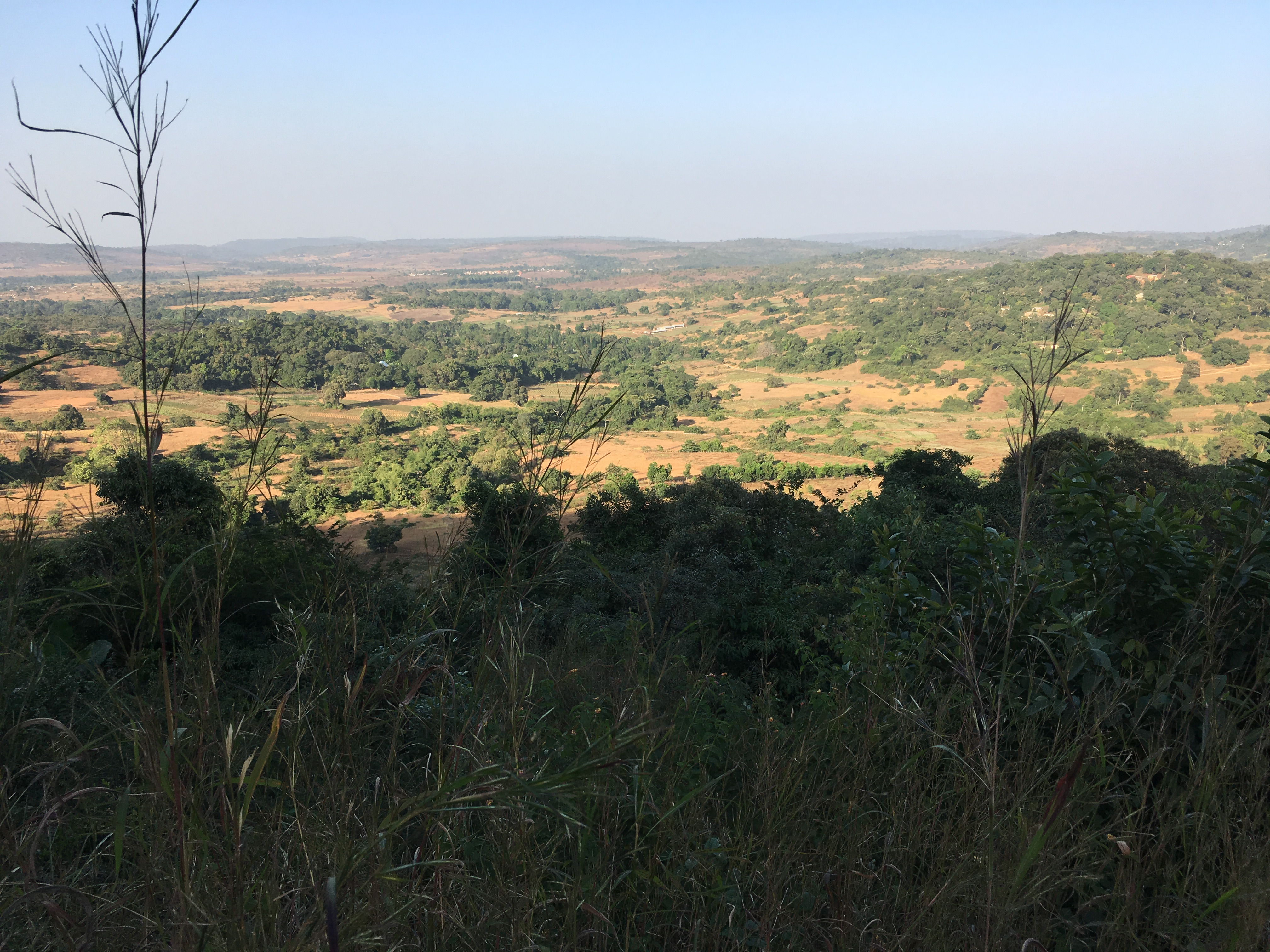
Landschaft bei Dalaba

Dalaba ist eine Präfektur in der Region Mamou in Guinea mit etwa 154.000 Einwohnern. Wie alle guineischen Präfekturen ist sie nach ihrer Hauptstadt, Dalaba, benannt.
Die Präfektur liegt in der Mitte des Landes im Bergland von Fouta Djallon und umfasst eine Fläche von 3.400 km². Es gibt größere Anbauflächen für Gemüse und Früchte, und der Baumbestand beträgt etwa 70 km².